# St. Catharines Teepees
St. Catharines Teepees byl kanadský juniorský klub ledního hokeje, který sídlil v St. Catharines v provincii Ontario. V letech 1947–1962 působil v juniorské soutěži Ontario Hockey Association (později Ontario Hockey League). Založen byl v roce 1947 po přejmenování týmu St. Catharines Falcons na Teepees. Zanikl v roce 1962 po přetvoření franšízy v St. Catharines Black Hawks. Své domácí zápasy odehrával v hale Gatorade Garden City Complex s kapacitou 3 145 diváků.
Nejznámější hráči, kteří prošli týmem, byli např.: Stan Mikita, Brian Cullen, Hank Ciesla, John McKenzie nebo Chico Maki.

## Úspěchy
- Vítěz Memorial Cupu ( 2× )
  - 1954, 1960
- Vítěz OHA ( 2× )
  - 1953/54, 1959/60

## Přehled ligové účasti
Zdroj: 
- 1947–1961: Ontario Hockey Association
- 1961–1962: Ontario Hockey Association (Divize Provincial Jr. A)